# ولز فارگو (فیلم)
ولز فارگو (انگلیسی: Wells Fargo) فیلمی در ژانر وسترن به کارگردانی فرانک لوید است که در سال ۱۹۳۷ منتشر شد.

## بازیگران
- جوئل مک‌کری
- باب برنس
- فرنسیس دی
- فرانک کانروی
- هنری اونیل
- لین چندلر
- لوید نولان
- ماری نش
- توماس ای. کارن
- رابرت اِمِـت اوکانر
- رابرت مکنزی
- دارسی کوریگان
- هال کی. داسون
- جری تاکر
- ادوارد اِرل
- هَنک بل
- فرانک مک‌گلین
- بلو واشینگتن
- جرج اووی
- فرن اِمِت